# Рудськ
Рудськ (біл. Рудск) — село в Білорусі, у Іванівському районі Берестейської області. Орган місцевого самоврядування — Рудська сільська рада.

## Географія
Розташоване над річкою Неслуса, за 6 км на південь від Іванового.

## Історія
У 1897 році польська дослідниця Г. Чеховська опублікувала український весільний обряд, записаний у Рудську.

## Населення
За переписом населення Білорусі 2009 року чисельність населення села становила 682 особи.

## Культура
Пам'яткою дерев'яної архітектури села є Успенська церква XVIII століття.